# Astacosia
Astacosia is een geslacht van vlinders van de familie spinneruilen (Erebidae), uit de onderfamilie Arctiinae.

## Soorten
- A. lineata de Toulgoët, 1966
- A. oblonga (de Toulgoët, 1955)
- A. ornatrix de Toulgoët, 1958